# NHK綜合頻道

2020年以前使用的台標

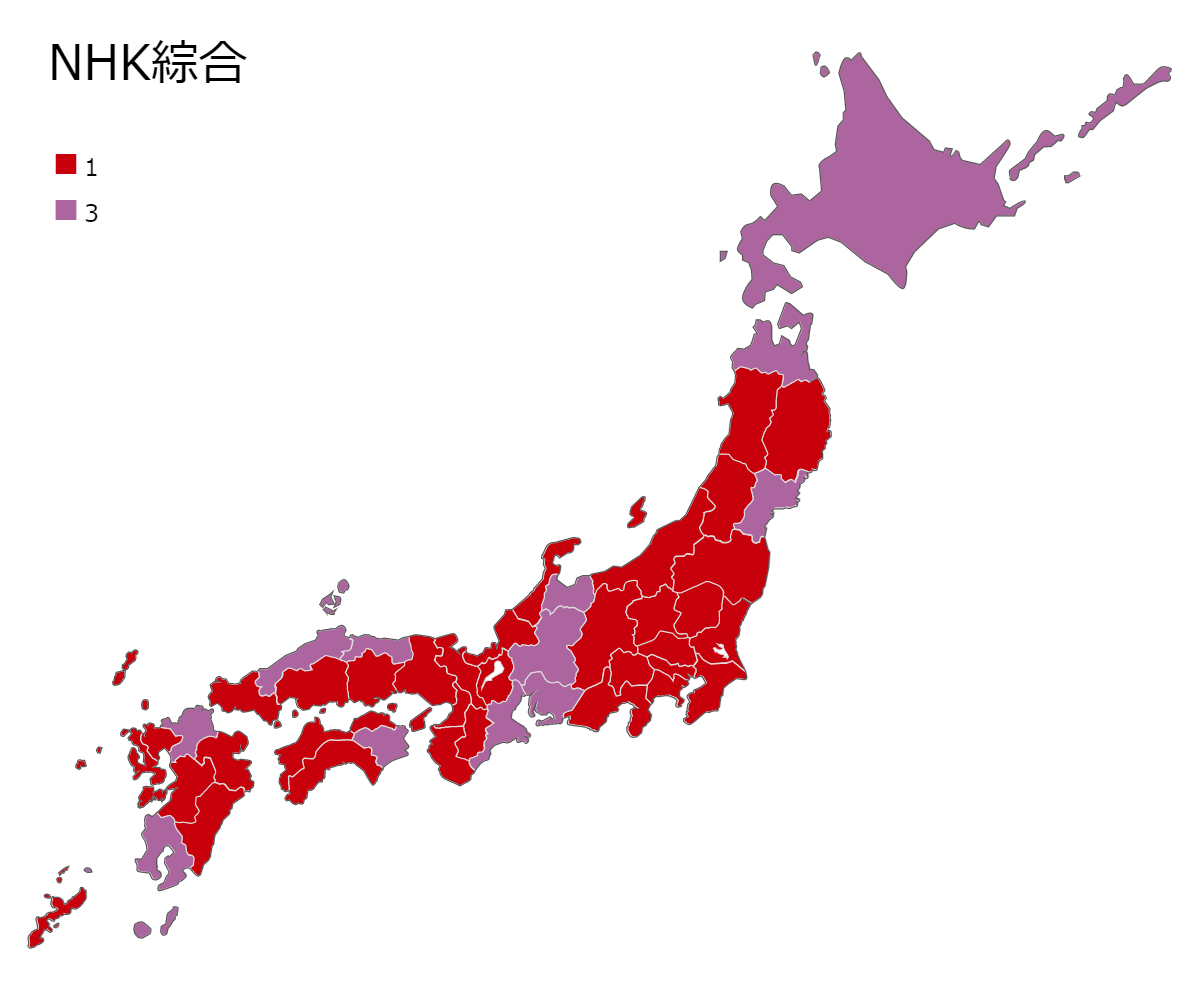
NHK綜合頻道在日本全國的遙控器號碼

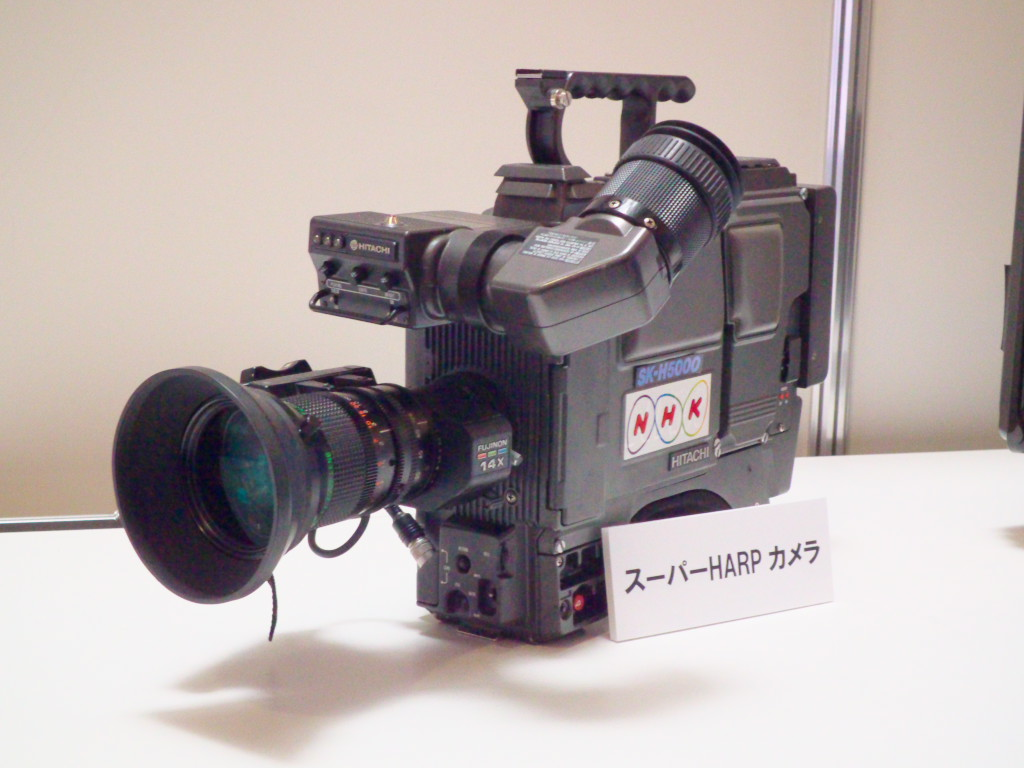
NHK使用的日立SK-H5000攝影機

NHK綜合頻道（日语：／ Enu eichi kei Sōgō terebishon */?），又譯為NHK綜合電視台、NHK綜合台，為日本放送協會（NHK）的無線電視頻道之一，通稱「NHK G」（台標以此名顯示）、「GTV」，东京总台識別呼號為JOAK-(D)TV。開播於1953年2月1日，是日本第一個開播的電視頻道。大部分節目由位於東京澀谷的NHK广播电视中心製播，並透過NHK在日本各地的广播电视台（放送局）向全國播出；但各放送局會自行製播部分節目，例如重點時段的新聞節目。

## 概要
身為NHK在電視廣播業務的旗艦頻道，NHK綜合頻道的节目內容包含新聞、影视剧、綜藝、教育等類型；诸如晨間劇、大河劇、紅白歌合戰等著名節目均在此頻道播出；在震度6弱以上的地震發生時和颱風接近大城市群（特別是首都圈）時會播出新聞速报，在日本報紙的電視節目表上，通常以“NHK電視台”（NHKテレビ）名义列出，但《產經新聞》（部分地區）、《京都新聞》、《赤旗報》、《聖教新聞》等報紙以“NHK綜合”（NHK総合）的名义列出，此外，《北海道新聞》、《神戶新聞》等報紙則直接以“NHK”稱之。
在日本，NHK综合频道分拆为“數位綜合頻道1”（総合テレビ1，011或031）及“數位綜合頻道2”（総合テレビ2，012或032），當NHK綜合頻道要播放的節目（通常為體育節目，如國際足總世界盃的部分賽事）时长过久的话，綜合頻道2会接力播出，而綜合頻道1則會按照原定安排的內容播出。
2020年3月1日，NHK開始在自家的串流平台「NHK+」提供综合频道的常态化网路同步播出，但仅限日本国內使用（鎖區）。同时，如有重大事件，NHK官网会提供无地域版权限制的综合频道同步直播页面，但不会提供副声道音轨，如有无关该事件的内容也会暂停播出。
1963年至1986年，NHK綜合頻道連續24年獲得關東地方全日平均收視率第一:116。